# أرض الألعاب (فلم)
أرض الألعاب هو فيلم قصير ألماني صدر عام 2007. من إخراج المخرج يوخن إلكسندر. فاز الفيلم بجائزة الأوسكار لأفضل فيلم حي قصير عام 2009، كما تلقى العديد من الجوائز في المهرجانات الكبيرة والصغيرة، من جميع أنحاء العالم. الفيلم مؤثر جدًا حتى من دون فهم الحوار باللغة الألمانية، إذ يناقش الانفعالات الإنسانية وهي في مهب المحن خصوصًا تلك التي وقعت في الحرب العالمية الثانية، التي أزهقت ملايين الاوراح وشردت ملايين آخرين خارج ديارهم حيث التيه العظيم.

## القصة
يبدأ الفيلم بأصابع الطفل هاينريش مسنر، وهي تعزف على البيانو بجوار أصابع صديقه. ينتهي التتر، وفي أول مشهد تذهب الأم ماريان مسنر لإيقاظ هاينريش فلا تجده على سريره؛ فتفزع لذلك، وتهرول إلى خارج شقتها، وقبل أن تتجاوز الدرج نزولًا تجد على باب شقة جارها علامة على شكل نجمة كبيرة، تتجاوز الباب إلى داخل الشقة فتجدها مقلوبة رأسًا على عقب، ولا تجد أصحابها. تخرج من شقة جارها إلى الشارع بحثًا عن ابنها بعد أن ازدادت فزعًا على فزع. تعود بها الذاكرة وهي تجتاز درجات السلم إلى جارتها اليهودية الطيبة وزوجها وابنها الصديق المقرب لهاينريش، من خلال مشهد يجتمعون فيه أثنا عزف مشترك للطفلين على البيانو.. أثناء خروجها من العقار الذي تقطن فيه تقابل رجلًا سكيرًا يخبرها بأنه تم القبض على جارها سلبرشتاين وأسرته؛ فيتفاقم الفزع حتى يبلغ منتهاه. يرجع الفيلم عن طريق الفلاش باك إلى مشهد فيه هاينريش يسأل أمه لماذا ستغادر أسرة ديفيد سلبرشتاين؟ فتجيبه الأم بأنهم ذاهبون إلى أرض الألعاب، فيطلب هاينريش أن يذهب معهم؛ لكنها تعترض في سأم. أثناء بحثها تجد ضابطًا نازيًا، فتسأله عن ابنها، فيسألها: «هل هو يهودي؟» فتجيبه بلا، فيطمئنها بأنهم لا يأخذون غير اليهود، ثم ينصحها بالذهاب إلى محطة القطار الذي يقل اليهود لعله يكون بينهم عن طريق الخطأ. في مشهد بتقنية الفلاش باك، تذهب الأم إلى حجرة ابنها النائم فوق سرير خشبي متواضع، تكشف عنه الغطاء فتجد حقيبة صغيرة محملة بألبسته استعدادًا للرحيل مع أسرة سلبرشتاين إلى أرض الألعاب، تأخذ الأم الحقيبة بحزن مخلوط بضجر، وتفض محتوياتها في خزانة الملابس، وتجاوب بأن أرض الألعاب مليئة بحيوانات ضخمة، بعد أن سألها هاينريش لماذا لا يستطيع الذهاب معهم. الأم تصل الصالة المؤدية إلى محطة القطار، فيقابلها ضابطان نازييان فيوقفانها بعنف ظنًا منهما أنها يهودية، فتخرج الأم أوراقها الرسمية التي تثبت أنها غير ذلك، ثم تطلب منهما أن يذهبا بها إلى قطار اليهود؛ بحثًا عن ابنها المفقود؛ فينفذان طلبها. في مشهد -فلاش باك- يستيقظ هاينريش على صوت جلبة آتية من منزل سلبرشتاين، فيغير ملابسه ويحمل حقيبته بغية اللحاق بهم، لكنه لا بستطيع؛ بعد أن منعه ضابطٌ من الاقتراب، بل دفعه دفعًا عنيفًا سقط معه على الأرض. الأم أمام باب عربة القطار الذي يقل اليهود إلى المعتقلات، فتجد أسرة سلبرشتاين أمامها فتكتم سابق معرفتها بهم في نفسها، ثم تجول ببصرها بغية إيجاد هاينريش فلا تجده. تقرر الأم بما أنها لم تجد ابنها أن تنقذ صديقه فتنادي على ابن سلبرشتاين مدعية للضابطين النازيين أنها وجدت ابنها، يترك سلبرشتاين وزوجته ابنهما إلى جارتهما الرحوم؛ خوفًا عليه من الموت في المعتقل. ينتهي الفيلم بهاينريش وصديقه وهما يعزفان على البيانو وقد هرم كل منهما.

## الجوائز
- جائزة الاوسكار كأفضل فيلم قصير عام 2009
- جائزتان من مهرجان ألمريا عام 2009
- جائزة من مهرجان السينما الاوربية عام 2008
- جائزة من مهرجان أنكوراج السينمائي عام 2008
- جائزة من مهرجان آشفيل عام 2008
- جائزة من مهرجان برمودا السينمائي الدولي عام 2008
- جائزة من مهرجان كليفلاند السينمائي الدولي عام 2008
- جائزة من مهرجان اليوم الألماني للأفلام القصيرة عام 2008
- جائزة من مهرجان جيفني فيلم عام 2008
- جائزة من مهرجان كنساس سيتي عام 2008

## وصلات خارجية
- مقالات تستعمل روابط فنية بلا صلة مع ويكي بيانات
- الفيلم في قاعدة بيانات الأفلام على الانترنت
- الفيلم على موقع الفيلم[وصلة مكسورة]